# Nick Bourne
Nicholas Henry Bourne, baron Bourne of Aberystwyth, dit Nick Bourne, né le 1er janvier 1952, est un homme politique britannique œuvrant sur la scène nationale et au pays de Galles.
Partisan du « non » au moment de référendum de 1997 sur la création d’une assemblée pour le pays de Galles, il concourt pourtant sous la bannière du Parti conservateur dans la région électorale de Mid and West Wales lors des premières élections l’Assemblée galloise en mai 1999. Élu membre de l’Assemblée à la suite de ce scrutin, il prend la tête du groupe conservateur de la chambre après la démission de Rod Richards en août de la même année. Reconduit dans son mandat en 2003 et 2007, il perd contre toute attente son siège régional lors de l’élection de 2011 en raison de la percée des conservateurs dans les circonscriptions de Mid and West Wales. Nommé pair viager à la Chambre des lords en 2013, il occupe divers postes subalternes dans les cabinets de David Cameron et de Theresa May entre 2015 et 2019.

## Éducation
Bourne est le premier des deux enfants de John Morgan Bourne et de son épouse, Joan Edith Mary Bourne. Il fait ses études à la King Edward VI School de Chelmsford ; à l’université du pays de Galles, Aberystwyth ; et au Trinity College, à Cambridge, où il est président de Cambridge University Lawyers et trésorier de la Cambridge University Conservative Association. Il est le président honoraire de l'université d'Aberystwyth Conservative Future. Il obtient le baccalauréat en droit (mention très bien) et le LLM de l'université du pays de Galles et le LLM du Trinity College, Cambridge. Il est admis au barreau par l'Honorable Society of Grays Inn.

## Carrière professionnelle
Ancien professeur de droit, Bourne est directeur adjoint du Swansea Institute of Higher Education, et est conférencier invité à l'université de Hong Kong et auteur de divers manuels juridiques sur le droit commercial et le droit des sociétés.
En 2015, Nick Bourne est nommé membre de l'université d'Aberystwyth et en 2018, il reçoit le diplôme honorifique de LLD de l'université du pays de Galles, Trinity St David.

## Carrière politique
Nick Bourne est le candidat du Parti conservateur à l'élection partielle de Chesterfield en 1984, après avoir été candidat dans la même circonscription lors de l'élection générale de l'année précédente. Il se présente dans la circonscription de Worcester aux élections générales de 1997. Il est le principal porte-parole des conservateurs au pays de Galles et mène la campagne infructueuse « Just Say No » contre la dévolution galloise, lors du référendum de 1997. Après le référendum, il siège au groupe consultatif de l'Assemblée galloise, l'organe qui met en place les modalités de travail de l'institution.
Élu pour la première fois à l’Assemblée en 1999, il est réélu en 2003 et 2007. Nick Bourne est en tête de la liste régionale des conservateurs pendant toute la période où il est à l'Assemblée galloise. Il siège à la commission des Affaires européennes et extérieures de l'Assemblée et est le porte-parole du parti sur les questions constitutionnelles. Il est le chef des conservateurs gallois à partir d'août 1999 et le chef de l'opposition à l'Assemblée galloise à partir de juillet 2007. À la suite d'un léger remaniement en juin 2008, Bourne devient également le ministre fantôme des Finances et de la Prestation des services publics, restant en poste jusqu'au 22 octobre 2008,.
À l'Assemblée galloise, il s'intéresse à l'économie, aux affaires étrangères, à la santé et l'éducation. Nick Bourne soutient également des organismes de bienfaisance et des organisations au pays de Galles, notamment le NSPCC, le National Trust et la British Heart Foundation.
Nick Bourne fait campagne pour les communautés rurales, s'opposant au développement de parcs éoliens terrestres, à la fermeture de bureaux de poste et de petites écoles, et en soutenant l'amélioration des soins de santé dans les zones non urbaines. Il fait campagne sur des questions telles que la nécessité d'un référendum sur les plans visant à donner à l'assemblée des pouvoirs législatifs et soutient la campagne pour davantage de pouvoirs législatifs lorsque David Cameron accorde un référendum. Il est membre de l'Organe d'examen de la rémunération des médecins et dentistes.
En 2011, il est nommé par les conservateurs gallois comme leur représentant à la commission sur la dévolution au pays de Galles, présidée par Paul Silk. Il est également nommé par Edwina Hart pour présider la Haven Waterway Enterprise Zone de 2012 à août 2014. De plus, il est représentant conservateur à la commission Williams sur la gouvernance et la prestation de la fonction publique.
Bourne est créé pair à vie le 9 septembre 2013, prenant le titre de baron Bourne d'Aberystwyth, d'Aberystwyth dans le comté de Ceredigion et de Wethersfield dans le comté d'Essex.
Lord Bourne est nommé whip à la Chambre des lords le 11 août 2014, en remplacement de Lord Bates qui est promu dans le cadre d'un mini-remaniement à la suite de la démission de la baronne Warsi. Pendant cette période, il est chargé de piloter le projet de loi sur les régimes de retraite à la Chambre des lords.
En mai 2015, il est nommé sous-secrétaire d'État parlementaire conjointement pour le DECC et le bureau du Pays de Galles,.
En 2017, Lord Bourne rejoint le ministère d'Irlande du Nord avant de retourner plus tard dans l'année au bureau du Pays de Galles, poste qu'il continue d'occuper jusqu'à sa démission en juillet 2019. Parallèlement, jusqu'à sa démission, il est sous-secrétaire d'État parlementaire au ministère du Logement, des Communautés et des Collectivités locales.
Lord Bourne reçoit le prix national «Non au crime de haine» pour 2019 de l'organisation anti-haine Tell MAMA qui fait campagne contre l'islamophobie et la haine anti-musulmane. En décembre 2019, Lord Bourne est nommé président de Remembering Srebrenica, une initiative caritative britannique qui se consacre à rassembler les communautés pour lutter contre les préjugés et l'intolérance. En particulier, il cherche également à inculquer les leçons du génocide en Bosnie-Herzégovine en 1995.